# Tommy Hinkley
Tommy Hinkley (El Centro, 31 mei 1960) is een Amerikaans acteur en filmproducent.

## Biografie
Hinkley begon in 1987 met acteren in de film Back to the Beach. Hierna speelde hij nog in meerdere films en televisieseries zoals Lethal Weapon 2 (1989), Mad About You (1992-1993), The Cable Guy (1996), Life with Louie (1995-1997), Confessions of a Dangerous Mind (2002), Ocean's Thirteen (2007) en Leatherheads (2008).
Hinkley is in 1995 getrouwd een heeft hieruit een dochter (1998).

## Filmografie

### Films
Selectie:
- 2008 Leatherheads – als Hardleg
- 2007 Ocean's Thirteen – als roulette medewerker
- 2002 Confessions of a Dangerous Mind – als hambot man
- 1996 The Cable Guy – als basketbalspeler
- 1994 Star Trek: Generations – als journalist
- 1991 L.A. Story – als Ted
- 1989 Lethal Weapon 2 – als politieagent

### Televisieseries
Selectie:
- 2004-2006 The Shield – als Steve Briggs – 2 afl.
- 2001 The Division – als Alan DeLorenzo / Paul DeLorenzo – 4 afl.
- 1998 ER – als mr. Ellis – 2 afl.
- 1998 Teen Angel – als Casey Beauchamp – 6 afl.
- 1995-1997 Life with Louie – als Earl Grunewald (stem) – 10 afl.
- 1994-1995 The 5 Mrs. Buchanans – als Jesse Buchanan – 4 afl.
- 1992-1993 Mad About You – als Jay Selby – 13 afl.

### Filmproducent
- 2005 Unscripted – televisieserie – 10 afl.
- 2004 Confession – korte film

- Virtual International Authority File: 19881347